# Uri Milstein
Pour les articles homonymes, voir Milstein.
Uri Milstein (en hébreu אורי מילשטיין), né le 29 février 1940 à Tel Aviv, est un historien militaire et écrivain israélien.

## Biographie
Il s'est distingué par une critique acerbe du point de vue de la théorie militaire  de tous les exploits du Palmach (Palmakh), de la Hagana et de l'armée israélienne et de ses commandants, en dénonçant comme fausse et mythologique l'histoire officielle des guerres d'Israël.  À la différence des autres "nouveaux historiens" ses   vues partent d'une position plus nationaliste (plus sympathique  envers le  mouvement  de guerrilla  Irgoun Tzvaï Leoumi (Etzel) et l'idéologie du sionisme révisionniste)  et sont centrées sur sa philosophie sui generis sur les lois du comportement humain. 
A été maître de conférences dans diverses institutions d'enseignement israéliennes y compris des collèges comme celui de Safed (Tzfat) et  l'Université Bar Ilan d'où a été limogé à cause des  affirmations considérées comme blasphématoires contre la mémoire d'Itzhak Rabin et des autres commandants de Tsahal.
Il est le fils d'une nièce de la fameuse poétesse hébraïque Rachel Bluwstein, connue comme Rakhel.
Son frère aîné, Ram Moav, a été un généticien connu, professeur a l'Université Hébraïque de Jérusalem, et sa sœur Rachel Milstein est professeur d'islamologie à la même université.